# Павильон «Механизация»
Павильон «Механизация» («Шестигранник») — одно из строений, сооруженных к первой сельскохозяйственной выставке, расположенное в районе Якиманка Центрального административного округа города Москвы по адресу Крымский Вал, д. 9 стр. 28. Является выявленным объектом культурного наследия.

## История
В 1923 году в Москве была проведена первая сельскохозяйственная и кустарно-промышленная выставка. Из 255 архитектурных объектов, построенных к выставке, павильон «Механизация» является единственным сохранившимся. Во время выставки в павильоне были представлены образцы сельскохозяйственной техники: тракторы, плуги, молотилки и др. машины.
Позднее павильон использовался для проведения других выставок: в частности, в 1929 году здесь была организована художественная выставка. В то же время во внутреннем дворике павильона были поставлены столики, и был открыт ресторан, которых продолжал работать вплоть до 1970-х годов. В 1950-х годах одна из секций павильона была преобразована в танцплощадку: она запечатлена в фильме «Я шагаю по Москве».
В 1970-е и 1980-е годы павильон был значительно разрушен вследствие пожара. В настоящее время планируется его реконструкция.

## Архитектура
Павильон «Механизация» построен по проекту архитектора И. В. Жолтовского и при непосредственном участии архитекторов В. Д. Кокорина, М. П. Парусникова в 1923 году в авангардном стиле. По мнению исследователей, И. В. Жолтовский, бывший одним из идеологов архитектуры выставки, относился к павильонам как к объектам «временной архитектуры», поэтому позволял применение новых конструкций, и даже допускал оставлять их открытыми, в частности, в интерьере, что для него не характерно, однако, вместе с тем, новые формы сочетались с классическими элементами. Внутри здание декорировано росписями, выполненными по эскизам художников А. Экстер и И. Нивинского.
Павильон состоит из шести отдельных объемов, расположенных по кругу, в плане имеющих вид шестеренки. Каждый павильон имел самостоятельный шестиколонный портик. В центре образовавшегося объемами внутреннего дворика находился фонтан.